# Елби
Елби (на естонски: Elbi) е село в област Пярну, югозападна Естония. Постоянното му население е 2 души (2011 г.).
Разположено е на 27 km северозападно от град Пярну и бреговете на Балтийско море. В землището на Елби се намира гарата на съседното по-голямо село Тоотси.